# Verdine White
Verdine White (* 25. července 1951 Chicago) je americký baskytarista, mladší bratr zpěváka Maurice Whitea, se kterým působí ve skupině Earth, Wind & Fire. V roce 2000 byl jako člen této skupiny uveden do Rock and Roll Hall of Fame. V roce 2010 se účastnil nahrávání charitativního singlu „We Are the World 25 for Haiti“.